# Foutmelding

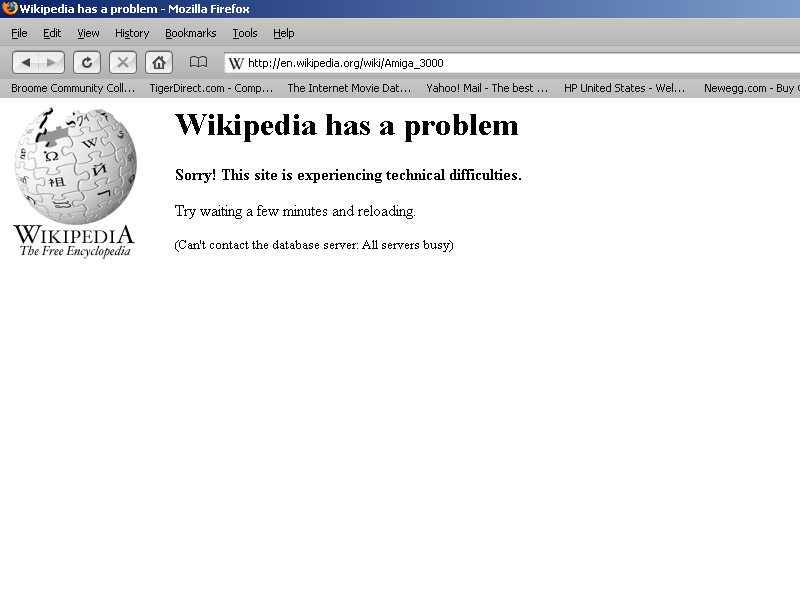
Foutmelding op Wikipedia

Een foutmelding is een bericht dat gegeven wordt door een computer of ander apparaat wanneer zich een onverwachte situatie voordoet. Vaak wordt voor de foutmelding een dialoogvenster gebruikt. Foutmeldingen worden vaak toegepast wanneer interventie door de gebruiker wenselijk is, om aan te geven dat de gevraagde opdracht niet kon worden volbracht, of om andere belangrijke waarschuwingen te geven zoals gebrek aan schijfruimte.
Algemeen wordt aangenomen dat bezoekers van websites zich ergeren aan fouten die bij het websurfen optreden. Vooral fout 404 is berucht en websitebouwers wordt aangeraden de pagina die wordt getoond bij deze fout meer duidelijkheid te geven over wat er aan de hand is en wat de gebruiker vervolgens kan doen. In de onderstaande tabel staan veelvoorkomende foutmeldingen in het http-internetprotocol en het percentage waarin deze door gebruikers worden ervaren.
| Nummer | Bericht                               | Percentage |
| ------ | ------------------------------------- | ---------- |
| 206    | Inhoud is beperkt                     | 0,8        |
| 301    | Permanent verplaatst (doorverwijzing) | 32,2       |
| 302    | Tijdelijk verplaatst (doorverwijzing) | 28,3       |
| 400    | Fout verzoek                          | 2,7        |
| 401    | Gebruiker niet geautoriseerd          | 1,7        |
| 403    | Verboden toegang                      | 0,1        |
| 404    | Document niet gevonden                | 25         |
| 405    | Methode niet toegestaan               | 3,7        |
| 406    | Document niet toegankelijk            | 4,9        |